# Jalon (Truppenwegweiser)

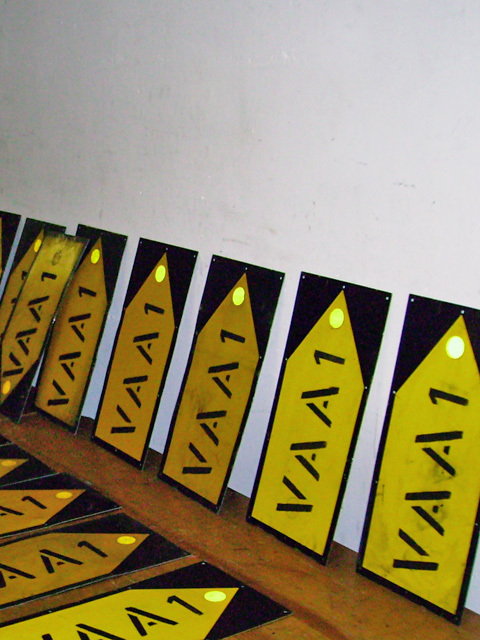
Jalon-Wegweiser der Schweizer Armee

Ein Jalon (reglementarisch: Wegweisertafel) ist in der Schweizer Armee ein temporärer Truppenwegweiser aus Blech. Im Gegensatz zu permanent montierten militärischen Verkehrsschildern, welche an der schwarzen Schrift auf gelbem Grund erkennbar sind, stecken Jalons auf Metalldrahtständern, die am Strassenrand eingeschlagen werden.
Jalons dienen zum Beispiel im Nahbereich einer temporären militärischen Einrichtung zur personenunabhängigen Wegweisung. Auf den Jalons wird in der Regel das Kurzzeichen der Einheit(en) angegeben, für welche diese Jalons gelten, bspw. DUO für die Offiziersschule der Übermittlungstruppen. Es sind jedoch auch Symboldarstellungen wie Zahnräder (für Werkstätten), Kreuze (für Sanitätseinrichtungen) oder sonst allgemein anerkannte Abkürzungen möglich.
Ein Jalon soll gemäss den Vorschriften 50 Meter vor der Abzweigung am rechten Strassenrand angebracht werden. Die Spitze zeigt in die Richtung, die an dieser Abzweigung gefahren werden muss. Nach der Abzweigung kann bei komplizierten Verhältnissen ein Bestätigungsjalon gesetzt werden.
Durch Jalonieren wird durch einen für diese Aufgabe abkommandierten Soldaten (in der Regel Verkehrssoldaten Vrk Sdt) die Marschstrecke eines militärischen Verbandes mit Richtungshinweisen versehen.